# Joseph Van Hee
Joseph Van Hee (Le Touquet, 29 mei 1916 - Leuven, 13 februari 2003) was burgemeester van Veurne van 1953 tot 1986.

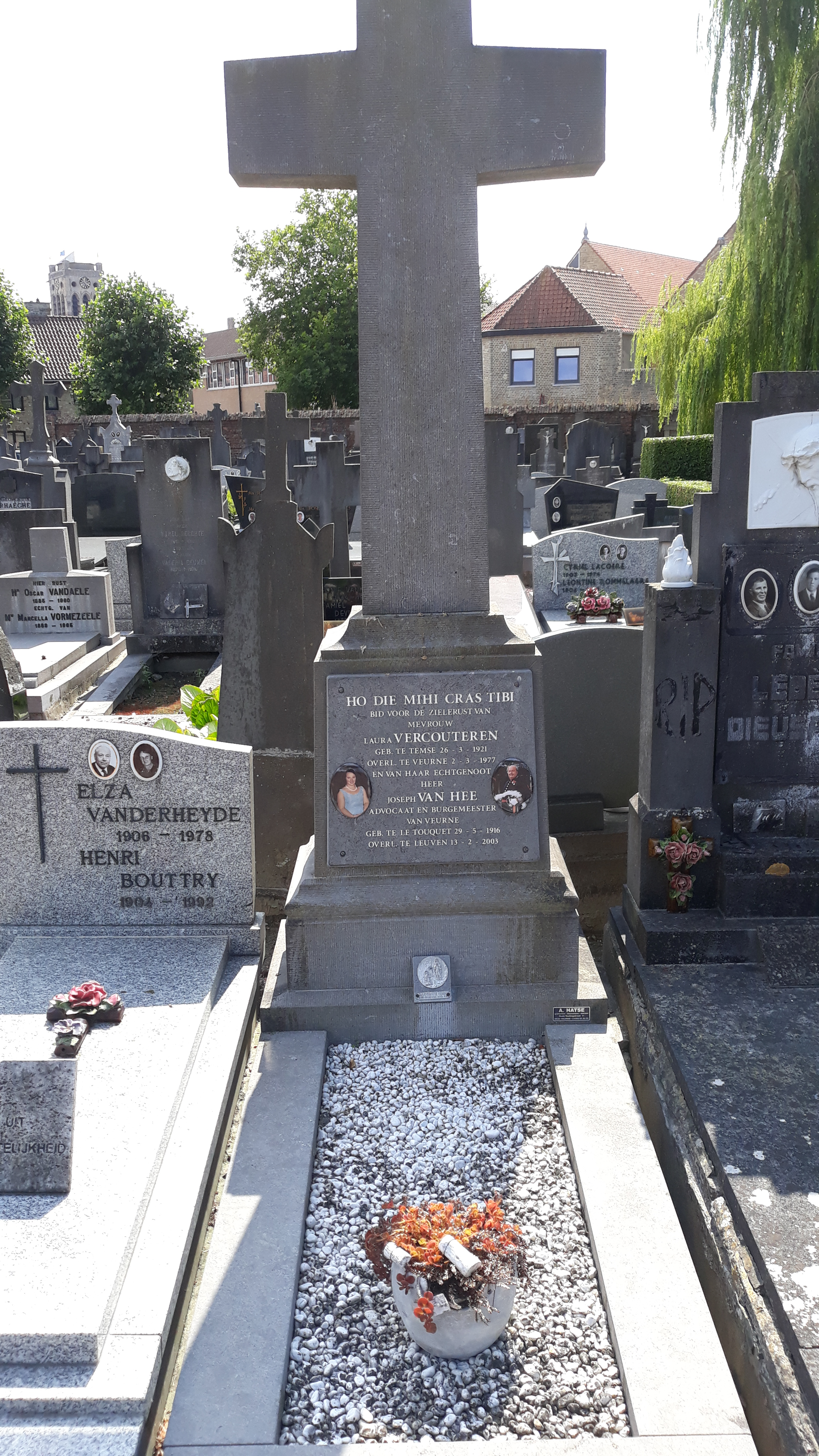
Het graf van Joseph Van Hee en zijn eerste echtgenote Laura Vercouteren op begraafplaats te Veurne.

## Levensloop
Joseph Georges Gerard Marie Corneille Van Hee was een telg uit een familie waarin heel wat van zijn voorvaders openbare ambten hadden vervuld. Zijn grootvader Edmond Van Hee was bestendig afgevaardigde van de provincie West-Vlaanderen en zijn vader Georges Van Hee was burgemeester van Veurne. Zijn moeder, Maria Pil (1884-1920), was een dochter van de Veurnse burgemeester Auguste Pil.
Van Hee deed zijn middelbare studies aan het bisschoppelijk college van Veurne (retorica 1934). Hij behaalde het doctoraat in de rechten na studies aan de KU Leuven en de Universiteit Gent. Hij vestigde zich in 1945 als advocaat in Veurne. Hij trouwde met Laura Vercouteren (Temse, 1921 - Veurne, 1977) en hertrouwde in 1994 met Nicole Verdonck (1943-1997).
Hij was vanaf 1946 gemeenteraadslid en eerste schepen van Veurne. Zijn verkiezing kon worden gezien als een betuiging van eerherstel tegenover zijn vader, die tijdens de Tweede Wereldoorlog was afgezet als burgemeester. In 1953 werd hij burgemeester. Hij bleef dit ambt gedurende 33 jaar uitoefenen. In 1978 werd hij uitbundig gevierd naar aanleiding van zijn zilveren ambtsjubileum.
Van Hee had ook een reputatie als behoorlijk zanger.